# 2009年の大韓民国
2009年の大韓民国では、2009年（檀紀4342年）の大韓民国に関する出来事について記述する。

## できごと

### 1月
- 1月5日 - 韓国版『花より男子』、KBS2にて放映開始。視聴率30%を超える人気テレビドラマとなった[1]。
- 1月30日 - 女性7人連続殺人事件発覚。容疑者が逮捕され、京畿道で2006年12月から2008年12月にかけて失踪した女性7人について、全員を殺害したと供述。遺体も発見された。後に、8人目の殺害が判明し、妻と義母の保険金殺害容疑も含めて、被害者は計10人まで拡大した[2][3][4]。事件の凶悪さに韓国社会は震撼。韓国のマスメディアの多くが、原則非公開である容疑者の顔写真や実名について、異例の公開に踏み切った。また、1997年以来、執行が停止されている死刑について、再開を求める声が高まった[5][6][7]。

### 2月
- 2月12日 - 大韓民国の中央銀行は政策金利を過去最低の2%とした[8]。
- 2月19日-20日 - クリントン米国務長官、ソウル訪問。李明博大統領や柳明桓外交通商相らと会談し、北朝鮮の核保有問題などについて話し合った[9][10][11]。

### 3月
- 3月7日 - 人気女優チャン・ジャヨン自殺。当初、うつ病などが原因とされていたが、13日、彼女が自殺直前に遺した「酒の席や夜を共にする接待を強要された」と訴える内容のメモをKBSテレビが報道したことをきっかけに、再捜査が開始された。世論の関心は高く、韓国社会に残る「性上納」（性的な接待）の慣習に批判が続出した[12][13][14][15]。
- 3月11日 - 笹森清前日本労働組合総連合会会長、民主党の小沢一郎代表が、韓国資本による対馬の不動産買占めに対抗して「済州島を買ってしまえ」と発言していたことを明らかにした。小沢代表は否定[16][17]。済州島発言について、韓国のマスメディアなどは強く反発したが、韓国政府は静観の構えをとった[18]。
- 3月26日 - 民族新聞代表キム・キベクら3人が、国際交流基金のソウル日本文化センターの図書閲覧室を一時占拠。阻止しようとする職員らと言い争いになり、占拠は10分程度で終わった。3人は、「日韓基本条約の破棄」や「対馬は韓国の領土」などと訴えるビラを所持していた[19][20]。

### 4月
- 4月1日-2日 - 第2回20か国・地域首脳会合（G20首脳会合、金融サミット）、ロンドンで開催。2010年末までの総額5兆ドルの財政刺激策により、世界の成長率を4%押し上げ、大規模な雇用を創出するとする共同声明を採択[21][22][23]。出席した李明博大統領は、会合後の記者会見で、各国の合意を「有意義」であると評価し、「新興国の立場を代弁した」と韓国の役割を説明した[24]。
- 4月5日 - 11時30分頃、北朝鮮、日本東方の太平洋上に向けて、長距離弾道ミサイル『テポドン2号』の改良型と見られるミサイル発射実験を実施[25][26]。韓国、明白な国連安保理決議1718号違反として北朝鮮を非難[27][28]。
- 4月13日 - 国際連合安全保障理事会、北朝鮮のミサイル発射実験を非難する議長声明を全会一致で採択。ミサイルの発射を安保理決議1718に違反すると非難し、再発射の停止を求めた[29][30]。韓国は、北朝鮮に対する国際社会の「強いメッセージ」として歓迎[31]。北朝鮮は反発し、「六ヶ国協議には2度と参加しない」と表明[32][33]。
- 4月22日 - 水原地方法院安山支院、女性8人連続殺害及び妻・義母殺害の罪で、被告に対し死刑判決。翌23日、判決を不服として控訴[34][35]。被告は、反省の様子が全く無いことから、4月8日に死刑を求刑されていた[36][37]。

### 5月
- 5月23日 - 盧武鉉前大統領、慶尚南道金海市郊外にある自宅近くの裏山の切り立った岩の上から投身自殺。不正資金供与疑惑をめぐる捜査に精神的に追い詰められた末の自殺と見られている。遺書には「多くの人たちの世話になった。自分のために多くの人たちが受けた苦痛は大きい。これから受ける苦痛も推し量ることができない」と書き綴っていた[38][39][40][41]。自宅のある烽下村には連日、多数の弔問客が詰め掛け、5月23日から28日までの6日間で100万人を突破した[42]。
- 5月29日 - 盧武鉉前大統領の国民葬がソウル市中心部の景福宮で執り行われ、李明博大統領ら約3,000人が参列した。また、ソウル広場で行われた路祭には、追悼の市民ら約18万人（警察推計）が集まった。大統領経験者の国民葬が実施されるのは、2006年の崔圭夏元大統領以来2人目となる[43][44][45]。

### 6月
- 6月23日 - 韓国銀行、5万ウォン札発行。この日、3,292万枚（1兆6,462億ウォン分）が市中に供給された。従来の韓国の最高額紙幣は1973年発行の1万ウォン札（2009年の同日時点で流通している1万ウォン札は2007年発行のものが最新）だったが、物価の上昇に応じて、36年ぶりに更新された。また、5万ウォン札には16世紀の女性芸術家申師任堂の肖像が描かれており、韓国の紙幣に女性がデザインされるのは初めてとなった[46][47]。

### 11月
- 11月14日 - 釜山広域市の室内射撃場で火災が発生し、10人が死亡した[48]。

## 誕生
- 6月12日 - キム・ユソン、フィギュアスケート選手